# Adzjapnjak

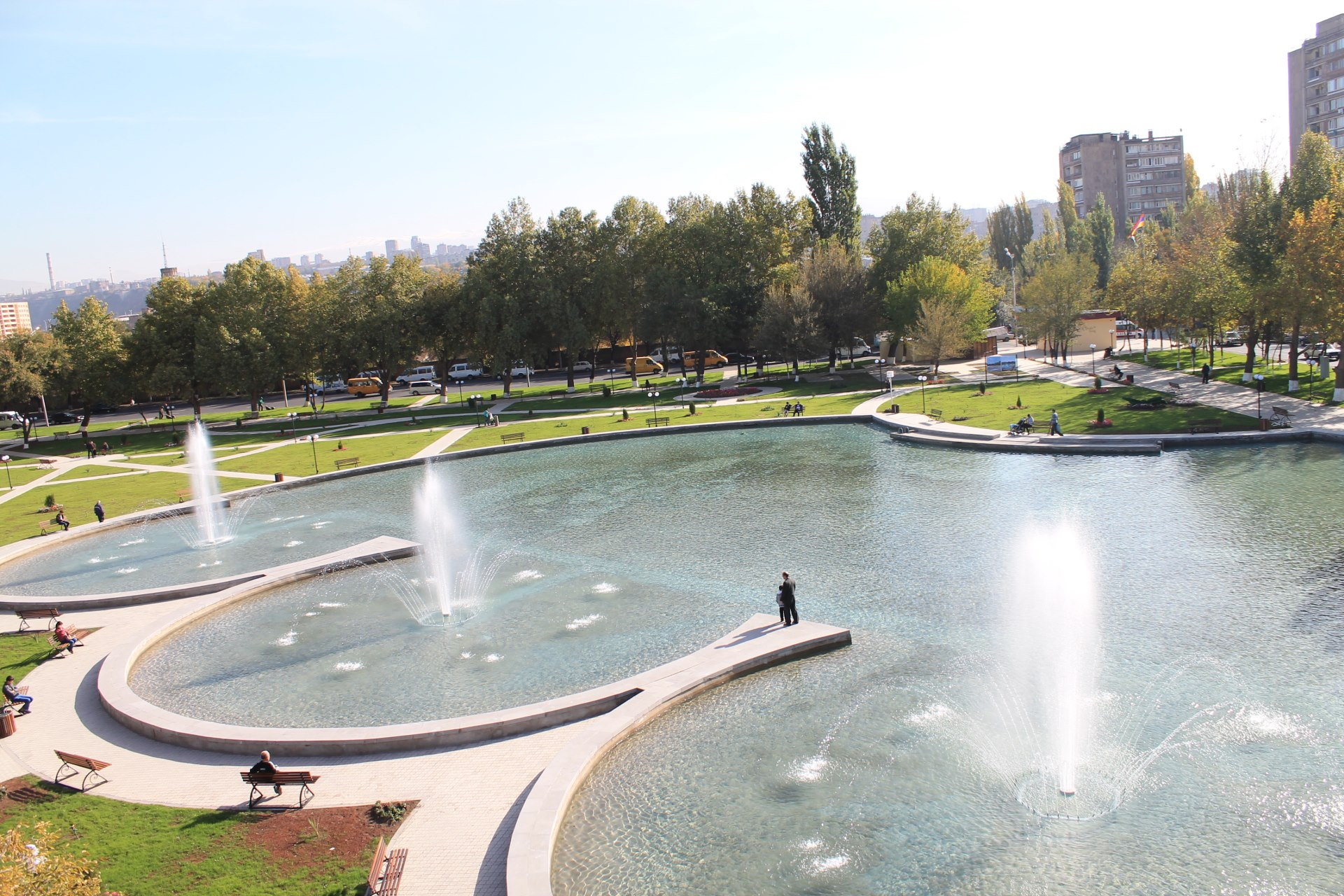
Buenos Airesparken

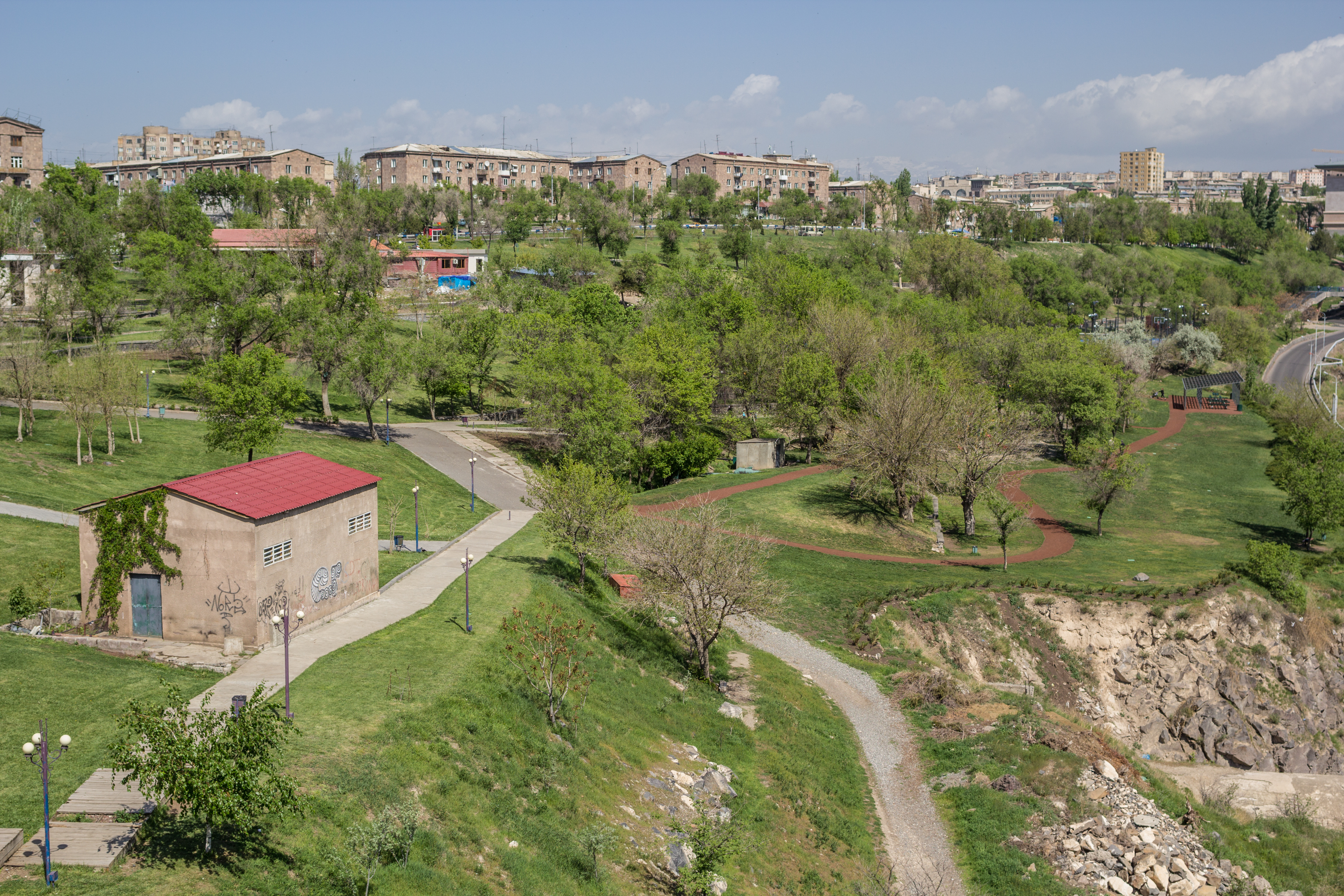
Adzjapnjak sett från Tumanjanparken

Adzjapnjak (armeniska: Աջափնյակ) är ett av de tolv distrikten i Armeniens huvudstad Jerevan. Stadsdelen ligger nordväst om stadens centrum och gränsar till Arabkir i öster, Davtasjen i norr, Kentron i sydväst och Malatia-Sebastia i söder. Floden Hrazdan bildar en naturlig gräns i öster. Adzjapnjak betyder bokstavligt "högra stranden", vilket refererar till att distriktet ligger på floden Hrazdans högra strand. 
Vid 2011 års folkomröstning var invånarantalet 108 282. År 2016 uppskattades invånarantalet till omkring 109 100. Adzjapnjak bebos huvudsakligen av armenier som tillhör Armeniska apostoliska kyrkan. 

## Kultur

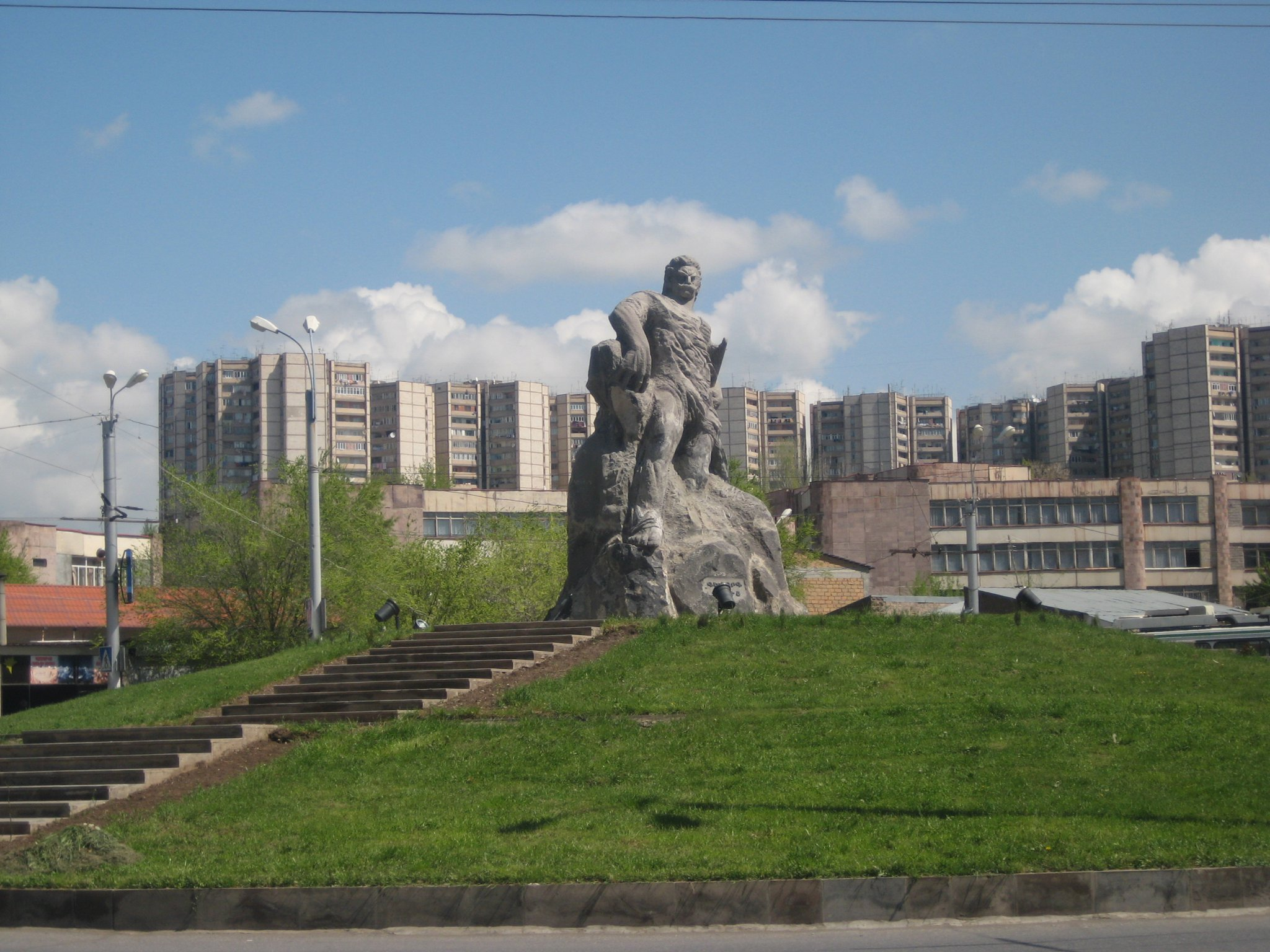
Statyn över Gevorg Tjavusj i Adzjapnjak

Musikskolan döpt efter Mikajel Mirzajan, som öppnade 1957, ligger i Adzjapnjak. Konstskolan döpt efter violinisten Avet Gabrieljan öppnade 1971 och Maratuk kulturcentrum för folksånger och dans 1983. I stadsdelen finns också musikskolan döpt efter Anahit Tsitsikjan, Zartonk barnestetiska utbildningscentrum och Adzjapnjaks estetiska utbildningscentrum.

## Ekonomi
I Adzjapnjak finns huvudsakligen små återförsäljare och servicecentra med småindustriområden i distriktets östra del.
De flesta industrianläggningarna tillkom under 2000-talets första decennium. Proshyan Brandy Factory grundades dock 1885, och har varit lokaliserad till Adzjapnjak sedan 1980. 
I distriktet ligger Armeniska statens medicinska centrum, som är Jerevans största sjukhus.

## Utbildning

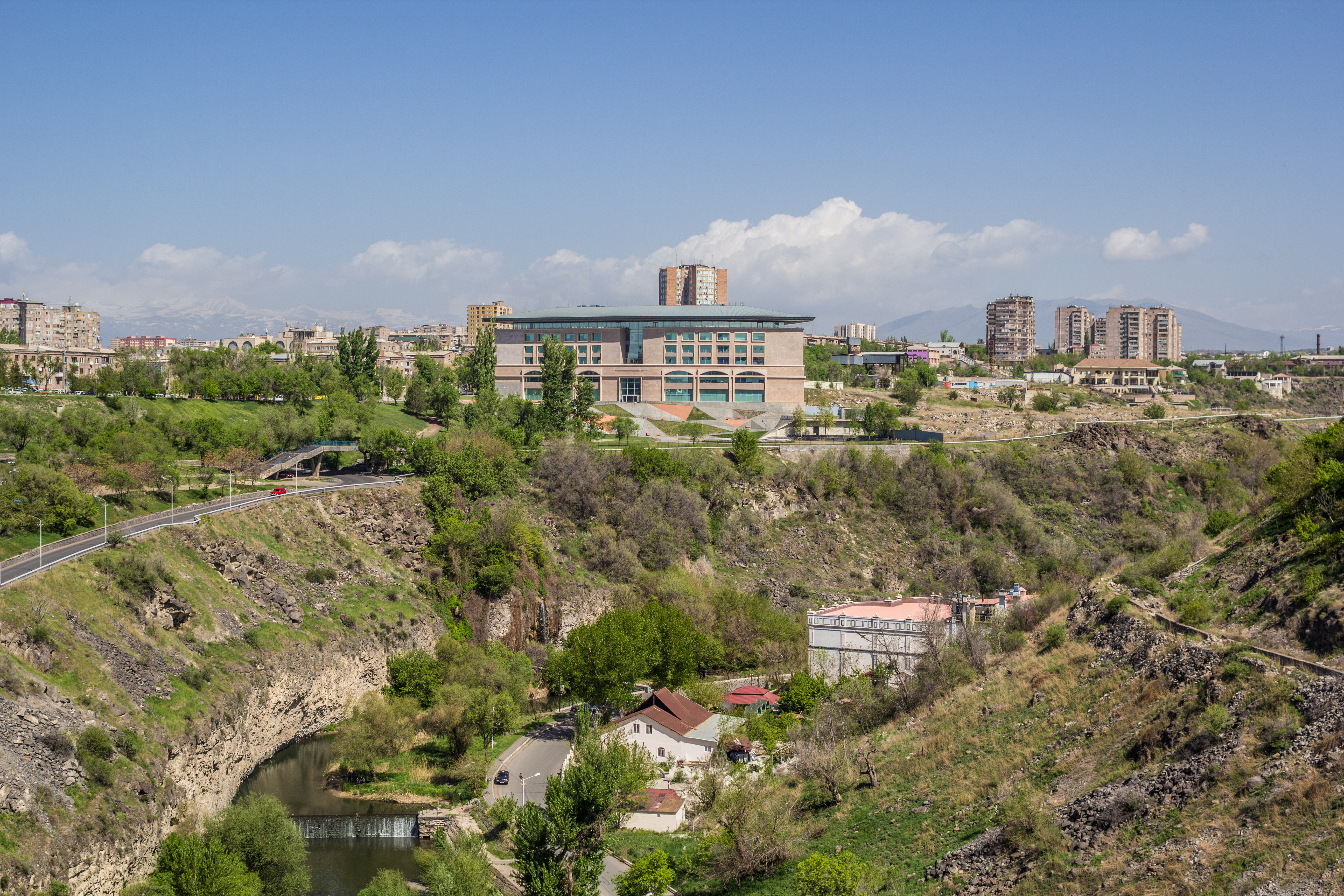
Tumo Center for Creative Technologies

Av högre utbildning finns i distriktet bland annat QSI International School of Yerevan och Hajbusak universitetet, som öppnades 1990, och Jerevans lantbruksuniversitet, som öppnade 1992.
Det vetenskapliga forskningscentret Jerevans fysikinstitut grundades 1943. År 1993 öppnade också Monte Melkonjans militärakademi  och 2011 Tumo Center for Creative Technologies.